# Experimental and Clinical Psychopharmacology
A Psicofarmacologia Clínica e Experimental é uma revista científica revisada por pares publicada pela American Psychological Association. Foi criado em 1993 e abrange pesquisas em psicologia clínica. O atual editor-chefe é William W. Stoops (Departamento de Ciência Comportamental da Universidade de Kentucky).

## Abstração e indexação
A revista é resumida e indexada pelo MEDLINE/PubMed e pelo Social Science Citation Index. Segundo o Journal Citation Reports, o periódico possui um fator de impacto de 2.354 em 2017, ocupando o 48º lugar em 127 periódicos na categoria "Psicologia - Clínica".